# 窗结螺
窗结螺（学名：Cronia fenestrata），是新腹足目骨螺科拟岩螺属的一种。主要分布于台湾，常栖息在潮间带岩礁。